# Gold Coast, Queensland
Gold Coast är en stad vid Stillahavskusten i södra delen av Queensland, Australien. Gold Coast är bland annat känt för sitt soliga subtropiska klimat, stränderna och alla turistattraktioner. Det är Queenslands näst största stad, efter relativt närbelägna Brisbane.
Staden är ett populärt resmål bland med anledning av det stora utbudet av nattklubbar och pubar. Varje år infaller Schoolie’s Week. Det är veckan när gymnasieungdomar slutar skolan och många väljer att åka till Gold Coast för att fira. Staden är ett populärt tillhåll för nöje och underhållning. För övriga målgrupper är Gold Coast kanske inte likafullt så attraktivt och av den anledningen anser vissa att staden är en turistfälla.

## Stränder
Staden har en 57 kilometer lång kust med många av Australiens mest kända stränder, bland annat Main Beach, Surfers Paradise, Broadbeach, Mermaid Beach och Coolangatta.

## Sport
Sedan 1991 har Gold Coast arrangerat ett stadslopp för racingbilar. Mellan 1991 och 2007 var det Champ Car World Series som gästade staden varje år. Det var den första expansionen av inhemsk amerikansk racing utanför Nordamerika och en populär tävling i lokalområdet. Numera kör de australiska V8 Supercar-bilarna en deltävling i sitt mästerskap på banan varje år, sedan Champ Car gått omkull, och IndyCar inte tagit upp banan i sitt mästerskap.